# Rob Corddry
Robert Corddry, dit Rob Corddry, né le 4 février 1971 à Weymouth, dans le Massachusetts, est un acteur et humoriste américain.

## Biographie
Il est principalement connu pour avoir participé à l'émission satirique The Daily Show comme correspondant et avec le film La Machine à démonter le temps, dans lequel il incarne l'un des rôles principaux.

## Filmographie
- 2000 : Banal to the Bone: Portrait of an Artist : Sheldon Biggars
- 2003 : Back to School (Old School) : Warren
- 2004 : Blackballed: The Bobby Dukes Story : Bobby Dukes
- 2005 : Sunday Pants (série TV) : Gordon the Devil (voix)
- 2006 : Playboy à saisir (Failure to Launch) : Jim The Gun Salesman
- 2006 : Mariage Express (Wedding Daze) : Kyle
- 2006 : Enfants non accompagnés (Unaccompanied Minors) : Sam Davenport
- 2007 : Les femmes de ses rêves (the Heartbreak Kid) : Mac
- 2007 : The Ten : Duane Rosenblum
- 2007 : Ghost Rider : Un des prisonniers dans la cellule commune
- 2007 : Les Rois du patin : Bryce
- 2008 : W. : L'Improbable Président (W.) : Ari Fleischer
- 2008 : Jackpot : Jeffrey Lewis
- 2008 : Harold et Kumar s'évadent de Guantanamo : Ron Fox
- 2009 : Tente ta chance (Taking Chances) de Talmage Cooley : Le Maire
- 2010 : Operation Endgame : Le Chariot
- 2010 : La Machine à démonter le temps : Lou
- 2011 : Bienvenue à Cedar Rapids : Gary
- 2011 : Butter : Ethan Emmet
- 2012 : Warm Bodies de Jonathan Levine : M (Marcus)
- 2012 : Jusqu'à ce que la fin du monde nous sépare (Seeking a Friend for the End of the World) de Lorene Scafaria : Warren
- 2013 : No Pain No Gain (Pain & Gain) de Michael Bay
- 2013 : Cet été-là de Nat Faxon et Jim Rash : Kip
- 2014 : Sex Tape de Jake Kasdan : Robbie
- 2015 : La Machine à démonter le temps 2 (Québec) de Steve Pink : Lou
- 2016 : Joyeux bordel ! de Josh Gordon et Will Speck : Jeremy
- 2017 : Escale à trois (The Layover) de William H. Macy : Stan Moss
- 2019 : Benjamin, film de Bob Saget
- 2024 : Waltzing with Brando de Bill Fishman

## Télévision
- 2012 : Ben and Kate (série) : Buddy
- 2012 : Burning Love (série) : Lorenzo Blimperson
- 2013 : Hawaï 5-0 : Tony le magicien (saison 4 épisode 18)
- 2015-2019-  Ballers (série) : Joe Krutel (47 épisodes)
- 2016 : Shimmer Lake (téléfilm) : Kurt Biltmore
- 2018 - en cours : Teachers : Sam, l'agent d'entretien

## Voix francophones
En France, Xavier Fagnon est la voix régulière de Rob Corddry.
Au Québec, il est régulièrement doublé par Frédéric Desager.